# Condado de Delta (Texas)
O Condado de Delta é um dos 254 condados do estado norte-americano do Texas. A sede do condado é Cooper, e sua maior cidade é Cooper.
O condado possui uma área de 720 km² (dos quais 2 km² estão cobertos por água), uma população de 5 327 habitantes, e uma densidade populacional de 7 hab/km² (segundo o censo nacional de 2000).
O condado foi criado em 1870.